# مناورات صقور السلام
مناورات صقور السلام أو (بالإنجليزية: Peace Hawks Maneuvers)‏ هي مناورات عسكرية جوية مشتركة تقام بين كل من المملكة العربية السعودية وتركيا وباكستان وتشارك فيها كل دولة بعناصر من قواتها الجوية. 

## هدف المناورات
تعزيز مهارة العمليات والإستعداد القتالي لمنظومات القوات الجوية للدول المشاركة ودعم أواصر التعاون والعلاقات العملياتية وتبادل الخبرات العسكرية في مجالات التخطيط والتنفيذ العملياتي والتكتيكي والإمدادي.
التدريب على تقييم المهام وعمليات التحرك وإعادة التحرك والإسناد الجوي القريب والعمليات الدفاعية والهجومية وعمليات البحث والإنقاذ القتالي وتوحيد المفاهيم القتالية المشتركة.

## المناورات المنفذة

### صقور السلام 1
أختتمت فعاليات المناورة في 25 مايو 2013 بقاعدة الملك فهد الجوية بالقطاع الغربي في محافظة الطائف (غرب السعودية)، بعدما اسمرت لثلاثة أسابيع، وشاركت فيها القوات الجوية الملكية السعودية بمنظومات من طائرات «إف 16» و«التايفون» و«كوغر» وطائرات «التورنيدو» وطائرات الإنذار المبكر، كما شاركت القوات الجوية الباكستانية بطائرات «إف 16» وطائرات «ميراج»، في حين شاركت القوات الجوية التركية بطائرات «إف 16».